# Hôtel du Plessis-Bellière (Charenton-le-Pont)
Pour les articles homonymes, voir Plessis-Bellière.
L'hôtel du Plessis-Bellière est un ancien hôtel particulier à Charenton détruit en 1937 qui était situé au numéro 37 de la rue de Paris  à l’emplacement de l’actuelle place de Valois à Charenton-le-Pont, en France.

## Histoire

### Charenton, une occupation ancienne
Le village de Charenton, certes petit, est pourtant d'une importance stratégique puisqu'il est situé au niveau du pont de Charenton, qui permet de relier Paris avec le sud de la France. Et surtout, le site est à la confluence de la Seine et de la Marne, bénéficiant d'une vue au lointain, sans doute la plus impressionnante de toute l'Ile-de-France, eu égard à la plaine d'Alfortville, et aux coteaux situés dans le fond.

### 1655-1722: l'hôtel du Plessis-Bellière à Charenton
En novembre 1655, Suzanne du Plessis-Bellière acquiert pour 11,000 livres sa résidence à Charenton, l'hôtel du Plessis-Bellière, qu'elle va ensuite embellir. Elle avait alors 38 ans. Cette propriété était voisine de celle de Saint-Mandé appartenant à Nicolas Fouquet, Surintendant des Finances de Louis XIV, qu'il a acquise en 1654. Dans ces années 1655-1661, la marquise résidera la plupart du temps à Charenton, ainsi qu'à Saint-Mandé chez Fouquet. Elle demande à Charles Le Brun de peindre les décors de son hôtel de Charenton, ce qu'il réalise les mêmes années que les décors du château de Vaux-le-Vicomte.
La marquise du Plessis-Bellière y reçoit à plusieurs reprises Madame de Sévigné.
En 1680, la marquise vend son hôtel du Plessis-Bellière de Charenton à sa fille et son gendre, le maréchal de Créquy. Agée, elle résida alors plutôt au sein de l'hôtel de Créquy, en plein Paris, entre le Louvre et les Tuileries, près de l'hôtel de Rambouillet et l'hôtel de Longueville. Elle meurt à Paris en 1705. 
Sa fille Catherine conserve l'hôtel du Plessis-Bellière de Charenton. La maréchale de Créquy meurt en 1713. L'hôtel passe alors à Louis de Rougé du Plessis-Bellière, son petit neveu.

### 1722 - 1789: L'hôtel Chamillart jusqu'à la Révolution
L'arrière-petit-fils de la marquise du Plessis-Bellière, Louis de Rougé du Plessis-Bellière, vend l'hôtel en 1722 à Madame  Chamillart. La famille Charmillart conserve  jusqu’à la Révolution l'hôtel également connu sous le nom d'hôtel Chamillart.

### XIXe siècle: Les intérieurs restructurés en locations

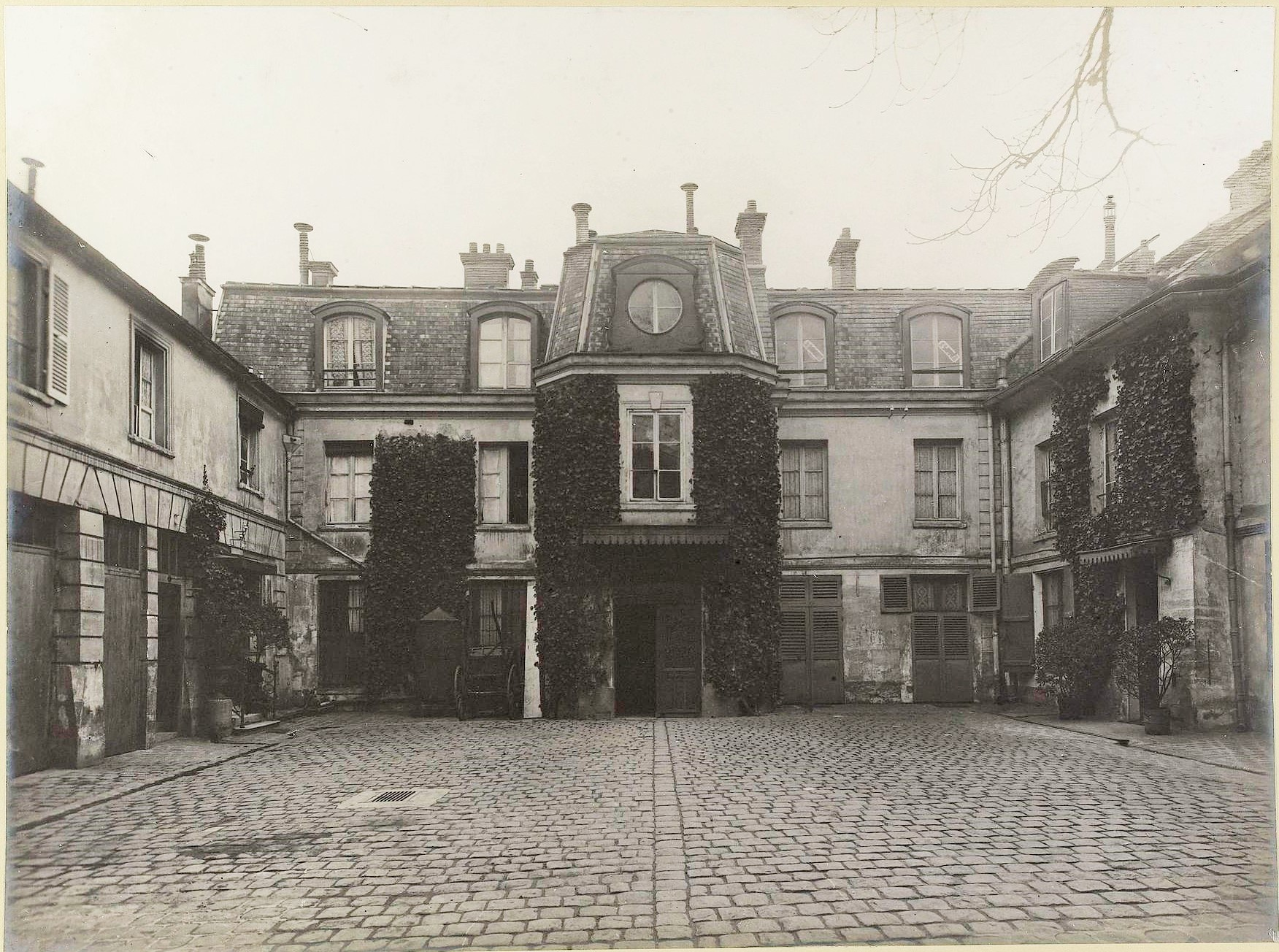
Cour intérieure de l'hôtel du Plessis-Bellière à Charenton en 1907.

Des ajouts au bâtiments sont réalisés côté cour, et il semble que l'ensemble de la cour soit alors recomposée, ainsi qu'on le constate sur une photographie du tout début du XXe siècle, datée semble-til vers 1907. Une petite tour octogone est alors édifiée au centre de la nouvelle cour, construction qui n'est pas visible sur les plans des XVIIe et XVIIIe, et invisible également sur le plan cadastral vers 1812, mais qui a été ajoutée sans doute juste après au cours du XIXe siècle. L'intérieur de l'hôtel a dû être à cette occasion totalement remanié et divisé en appartements destinés à la location.

### 1937: Expropriation de l'hôtel pour le prolongement du métro et destruction

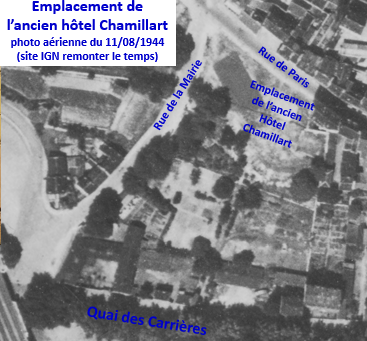
Emplacement de l'hôtel Chamillart sur une photo aérienne de 1944

L'hôtel est exproprié en 1937 avec les maisons voisines en 1937 pour le prolongement de la ligne de métro qui ne sera réalisé qu'en 1970. Il semble être détruit en 1937 après l'expropriation.
Le square Jean-Mermoz est aménagé à l’emplacement des jardins et la place de Valois est ensuite créée avec les immeubles qui la bordent en 1980 ce qui réduit la surface du square en contrebas.
Durant la seconde moitié du XXe siècle, deux grands immeubles à usage d'habitation type HLM sont construits sur la parcelle. La vue sur la campagne est complètement anihilée par la densité de l'urbanisme.

## Description détaillée

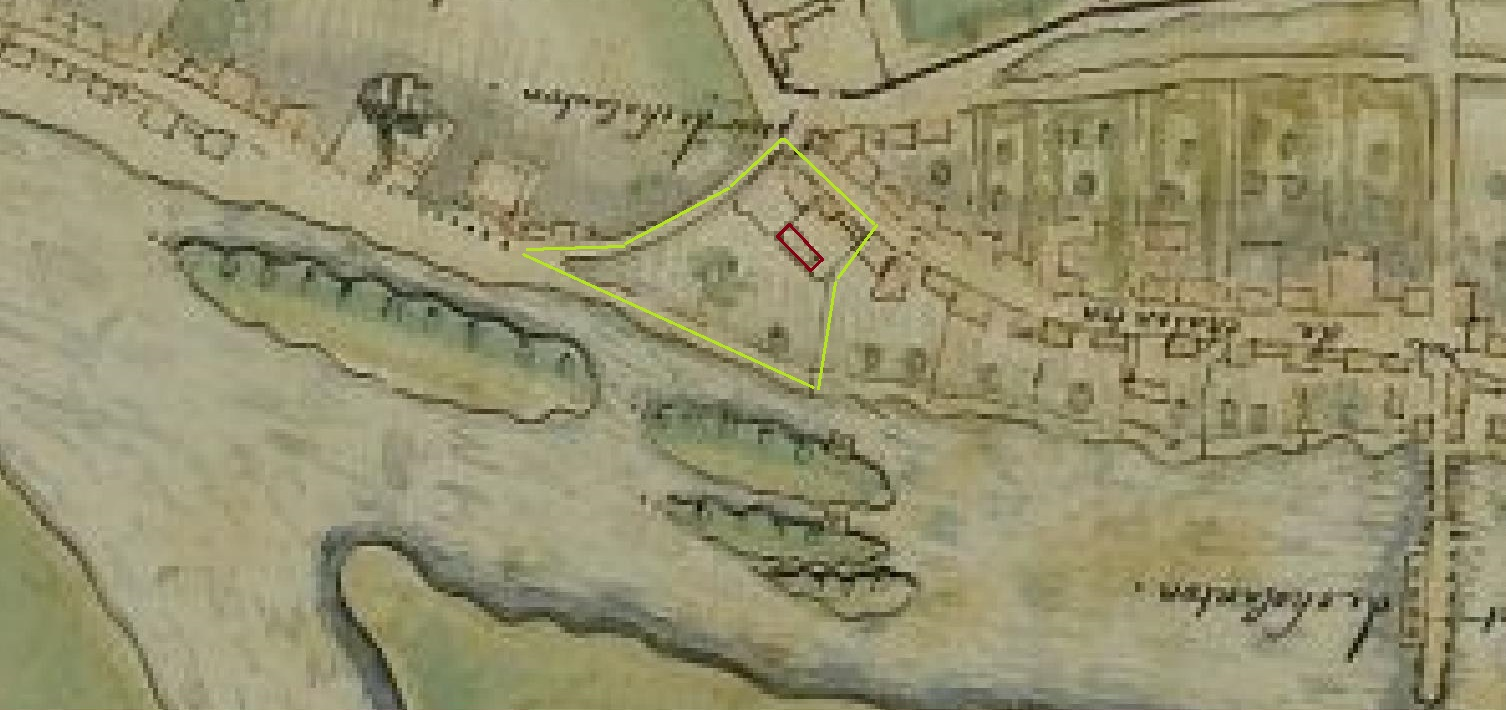
Plan vers 1658 de l'hôtel du Plessis-Bellière et de son environnement immédiat. Musée Carnavalet, détail d'un plan de Vincennes.

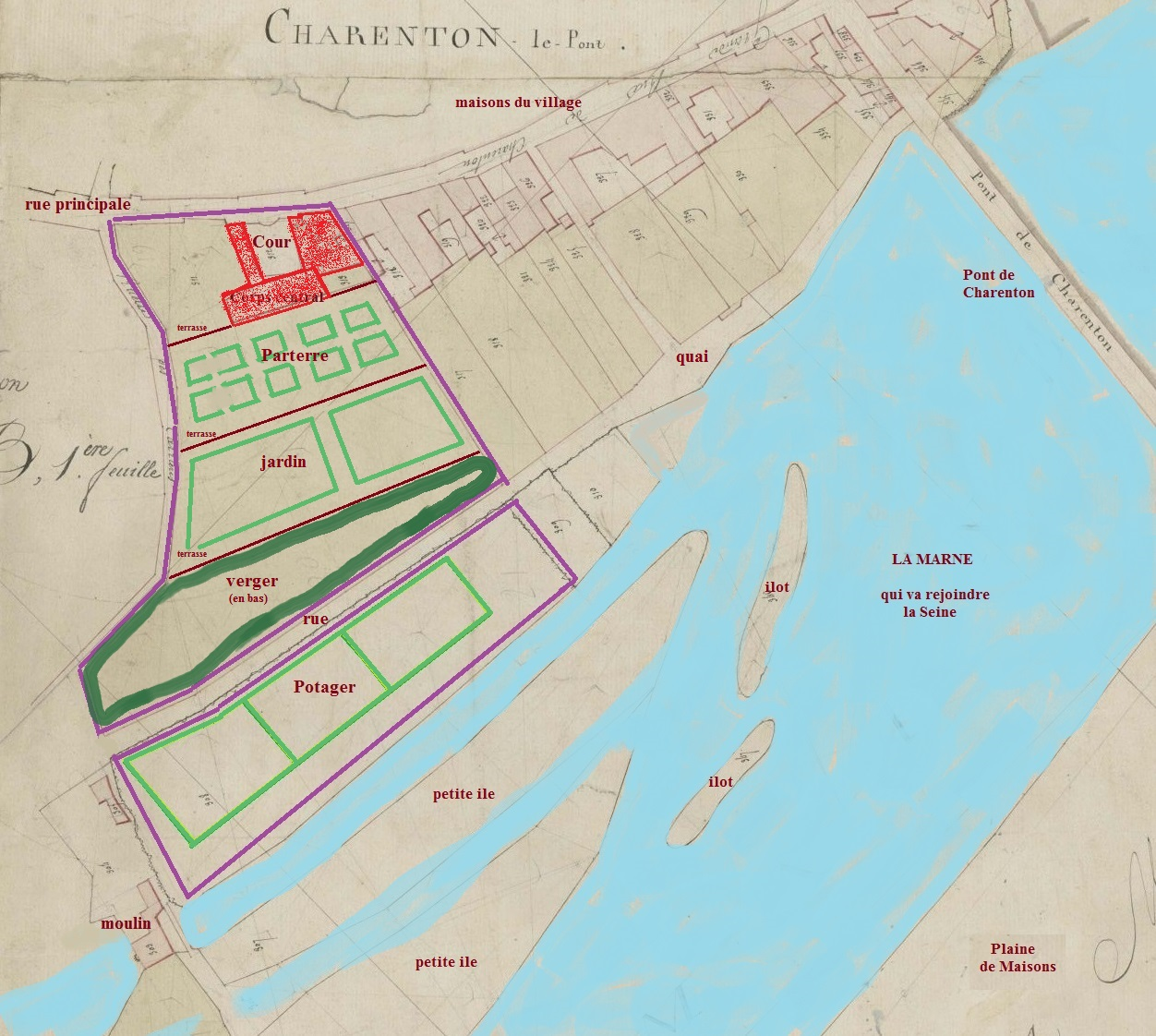
Schéma de l'hôtel du Plessis-Bellière à Charenton, et son environnement immédiat (les constructions côté cour sont ajoutées au XVIIIe

L’hôtel était situé entre une cour qui s’ouvrait au 37 rue de Paris avec une aile en retour perpendiculaire et des jardins étagés dans la pente jusqu’au chemin au bord de Marne (quai de Charenton actuellement quai des Carrières). Une deuxième aile ouest et un pavillon sont ajoutés à la fin du XVIIIe siècle.
Des bâtiments construits à la fin du XIXe siècle ou au début du XXe siècle sur la partie basse du jardin au bord du quai sont remplacés au milieu du XXe siècle par un immeuble d'habitation.
Le seul vestige de cette propriété, situé en bas de l'escalier qui descend de la place de Valois vers les terrains de sports du square Jean Mermoz, est un fragment du mur de soutènement d'une terrasse de l'ancien jardin.

### Le jardin en terrasse et la vue spectaculaire

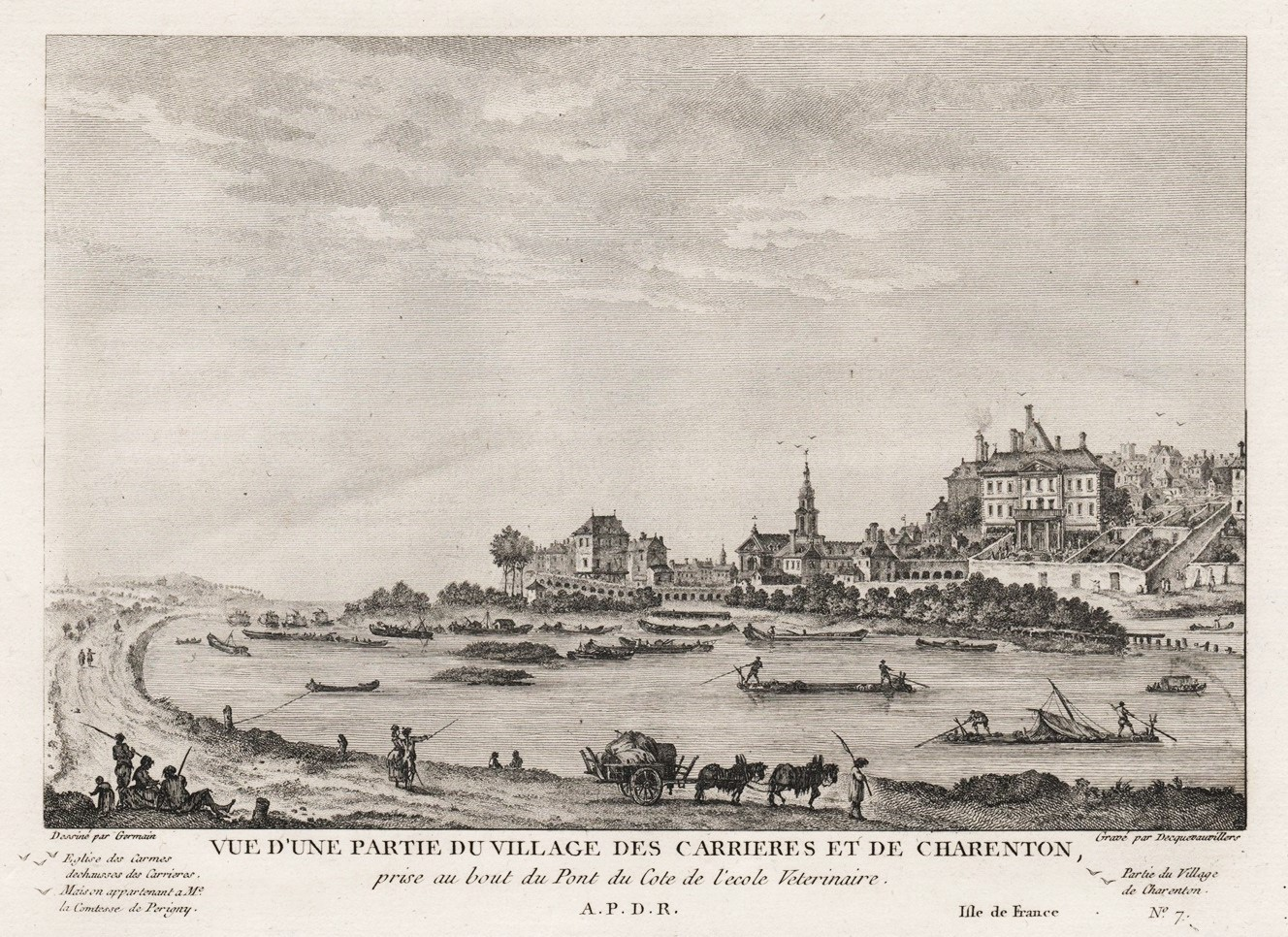
Vue de l'hôtel du Plessis-Bellière à Charenton, avec la Marne en contrebas. XVIIIe siècle

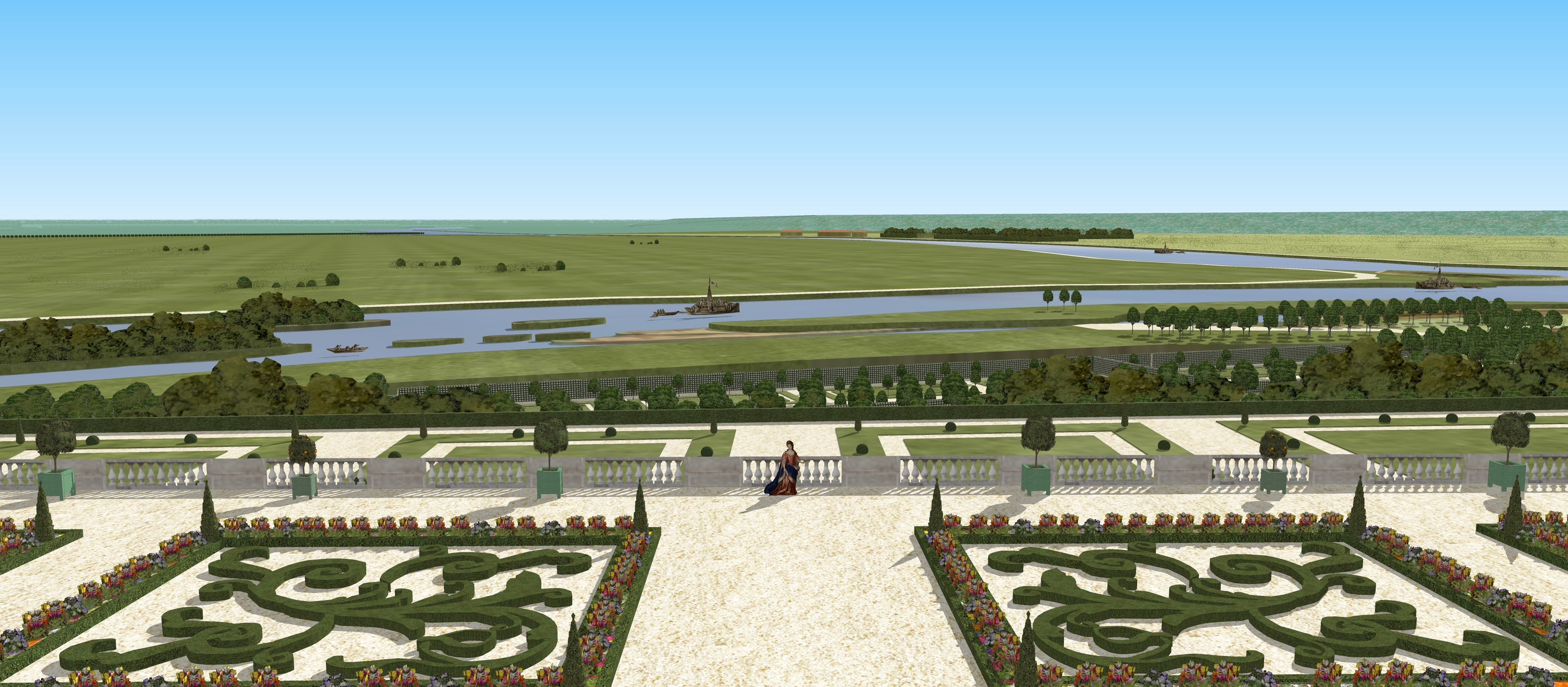
Restitution de la vue sur la Seine et la Marne depuis l'hôtel du Plessis-Bellière, à Charenton, au XVIIe siècle.

L'attrait principal de l'hôtel était sa vue spectaculaire du côté du jardin sur toute la plaine de Maisons (Alfortville et Maisons-Alfort), et la découverte à cet endroit là de la jonction de la Seine et la Marne. L'animation du fleuve avec tous les bateaux de commerce devait rendre attrayant la vision des deux fleuves. Il y avait plusieurs terrasses, aménagées sur le coteau. Le niveau haut était celui de l'entrée de l'hôtel du côté de la cour. De l'autre côté, au jardin, on arrivait à un niveau inférieur sur une belle terrasse où étaient aménagés des petits parterres de broderies. Un niveau plus bas encore étaient aménagées des pelouses, qui permettaient de dégager la vue sur les fleuves depuis l'hôtel. Enfin en contrebas, un verger permettait de fournir les fruits à la marquise, tandis que de l'autre côté de la rue, près de la Marne était aménagé le potager, situé plein sud pour capter la lumière et la chaleur au maximum. Un moulin, celui dit des Carrières, voisinait avec le potager. La marquise possédait donc tout ce qu'il fallait pour alimenter la table de son hôtel, sur place même, malgré la relative étroitesse de sa propriété, aménagée sur le coteau.
Sur la gauche, en étant placé dans le corps central de l'hôtel, côté jardin, se découvrait le pont de Charenton, sur lequel existaient des constructions, ce qui égayait encore un peu plus la vue dont bénéficiaire la marquise.

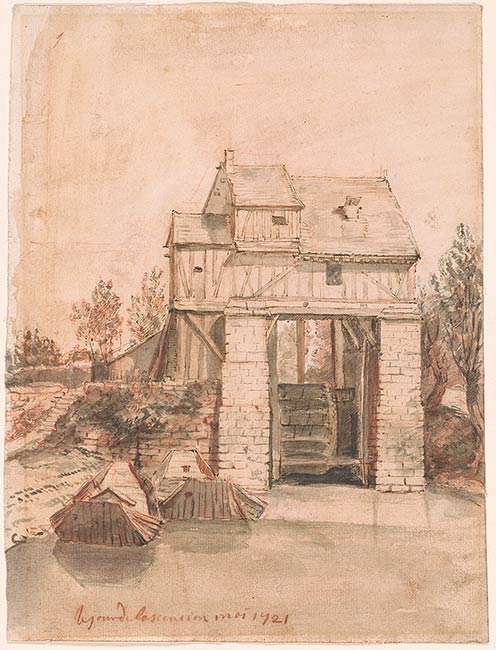
Le moulin des carrières à Charenton, situé au bas de la propriété de l'hôtel du Plessis-Bellière, N. Veughels, 1721.

Mlle de Scudéry, la grande amie de la marquise, décrit ainsi les jardins de la propriété, description parfaitement conforme aux plans conservés et à l'environnement connu de l'époque :
"Un jardin d'où l'on voit un perron double (...), un parterre en terrasse (...), un petit bois dont l'ombrage est d'autant plus agréable que de là on entend le murmure d'une très belle rivière qui passe tout contre (...); plusieurs petits îles de gazon l'embellissent en cet endroit, entre lesquelles on voit aller et venir plusieurs petits bateaux (...) A cent pas de là, cette agréable rivière [La Marne] va se jeter à la droite dans une plus grande  [La Seine] qu'on voit venir de fort loin (...) Au-delà, à perte de vue, plusieurs beaux villages".

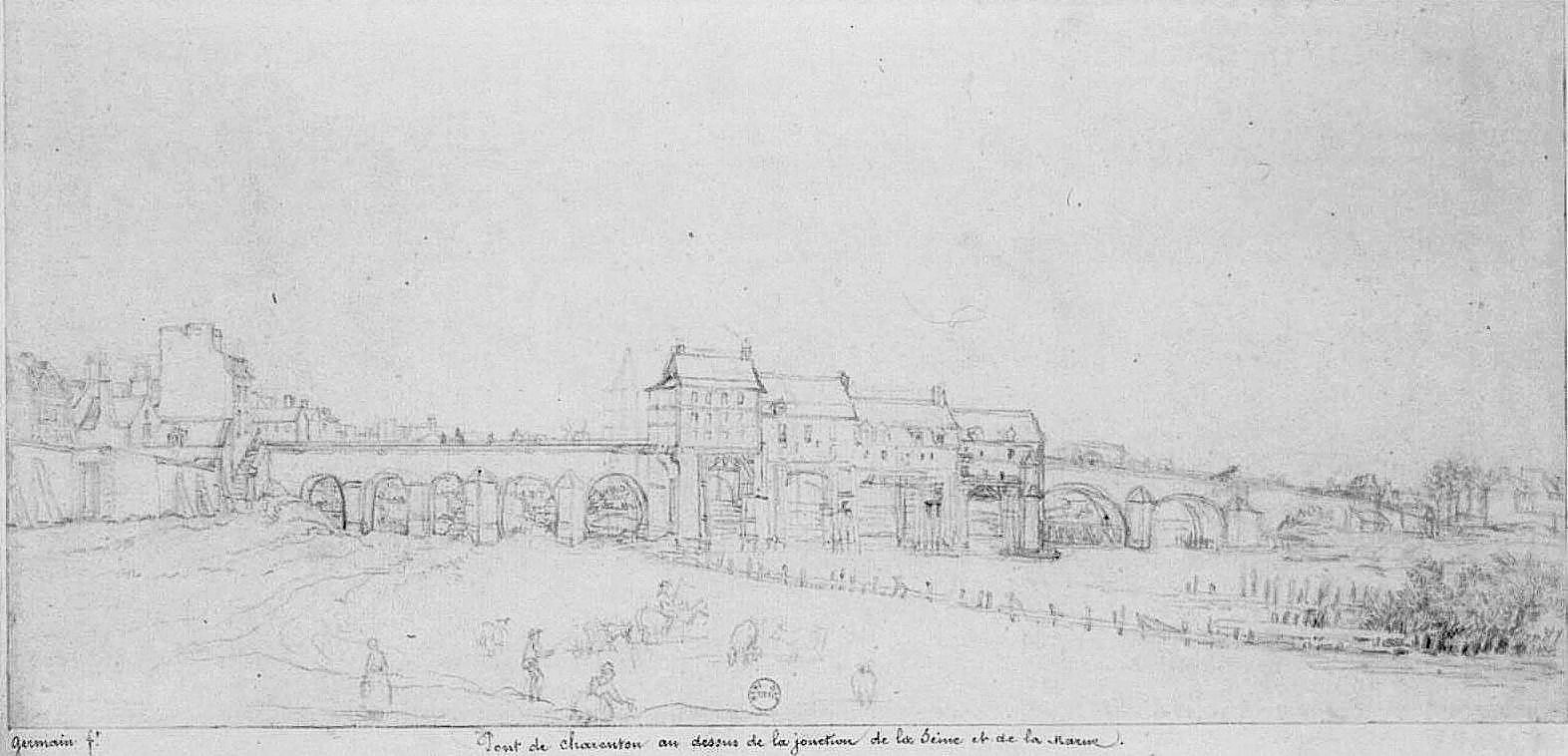
Dessin du pont de Charenton depuis le potager de l'hôtel du Plessis-Bellière, XVIIIe siècle
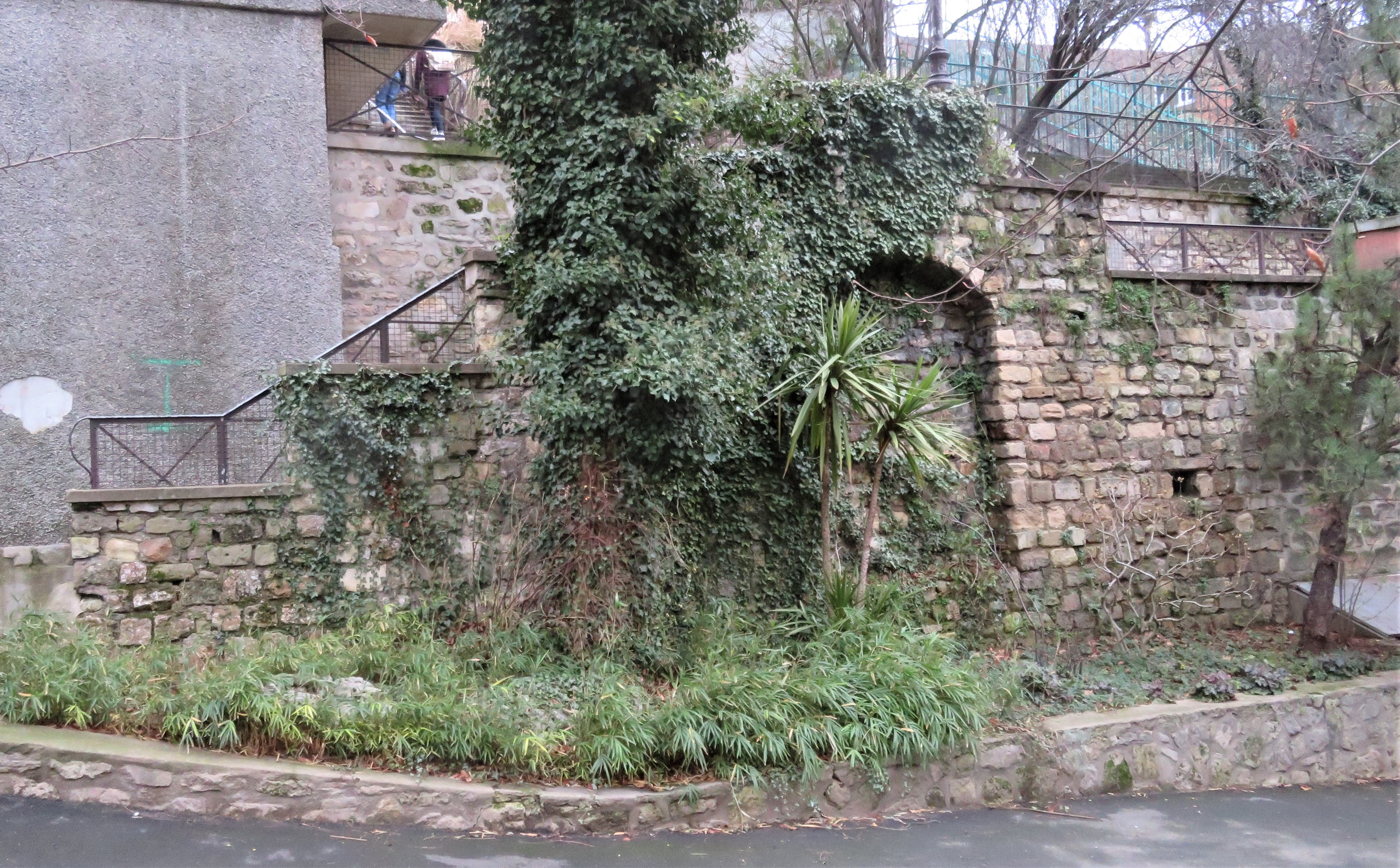
Mur de soutènement d'une terrasse du jardin de l'ancien hôtel Chamillart

### Les intérieurs de l'hôtel et l'oratoire disparu peint par Charles Le Brun

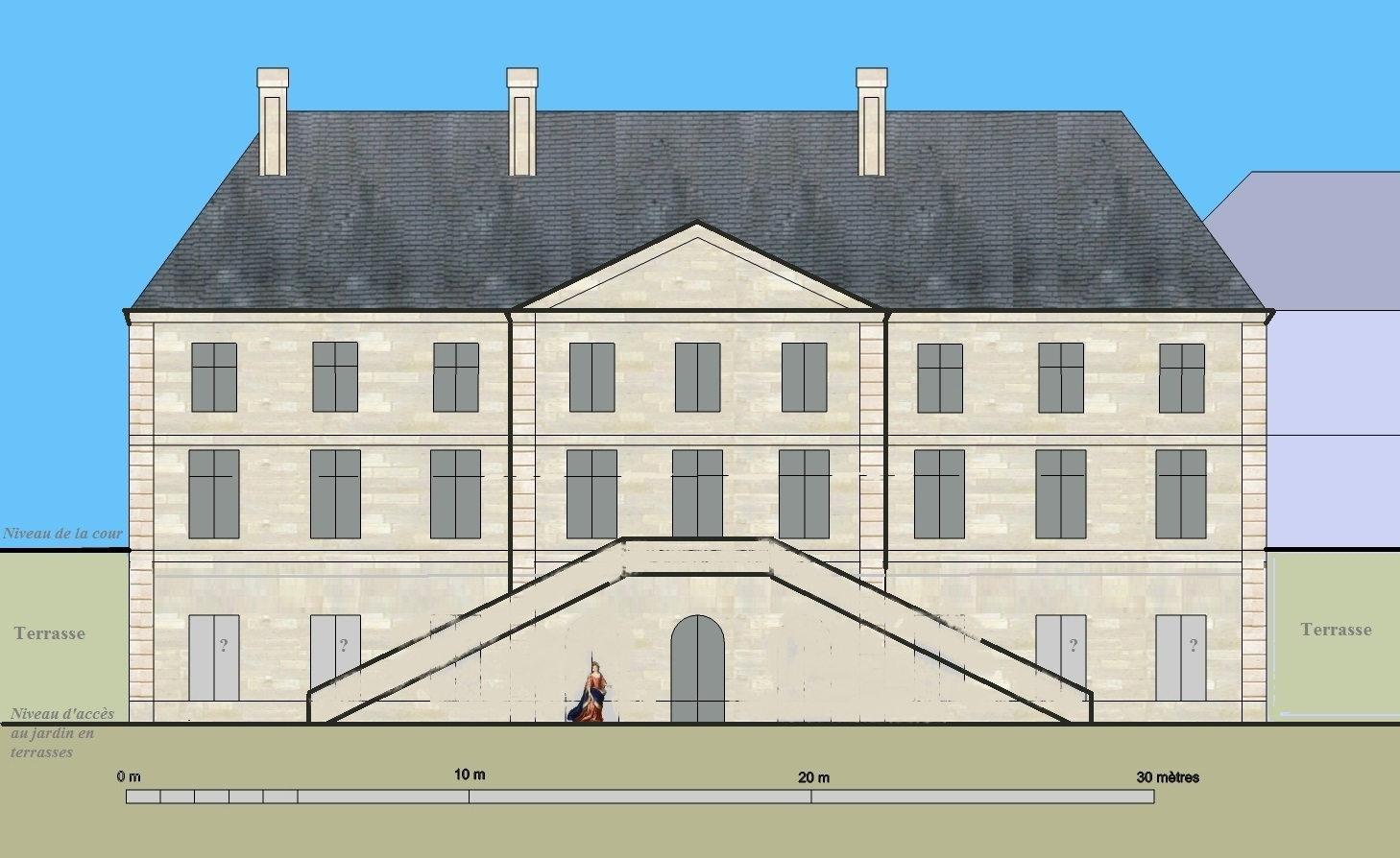
Essai de restitution de l'élévation de l'hôtel du Plessis-Bellière à Charenton durant la seconde moitié du XVIIe siècle

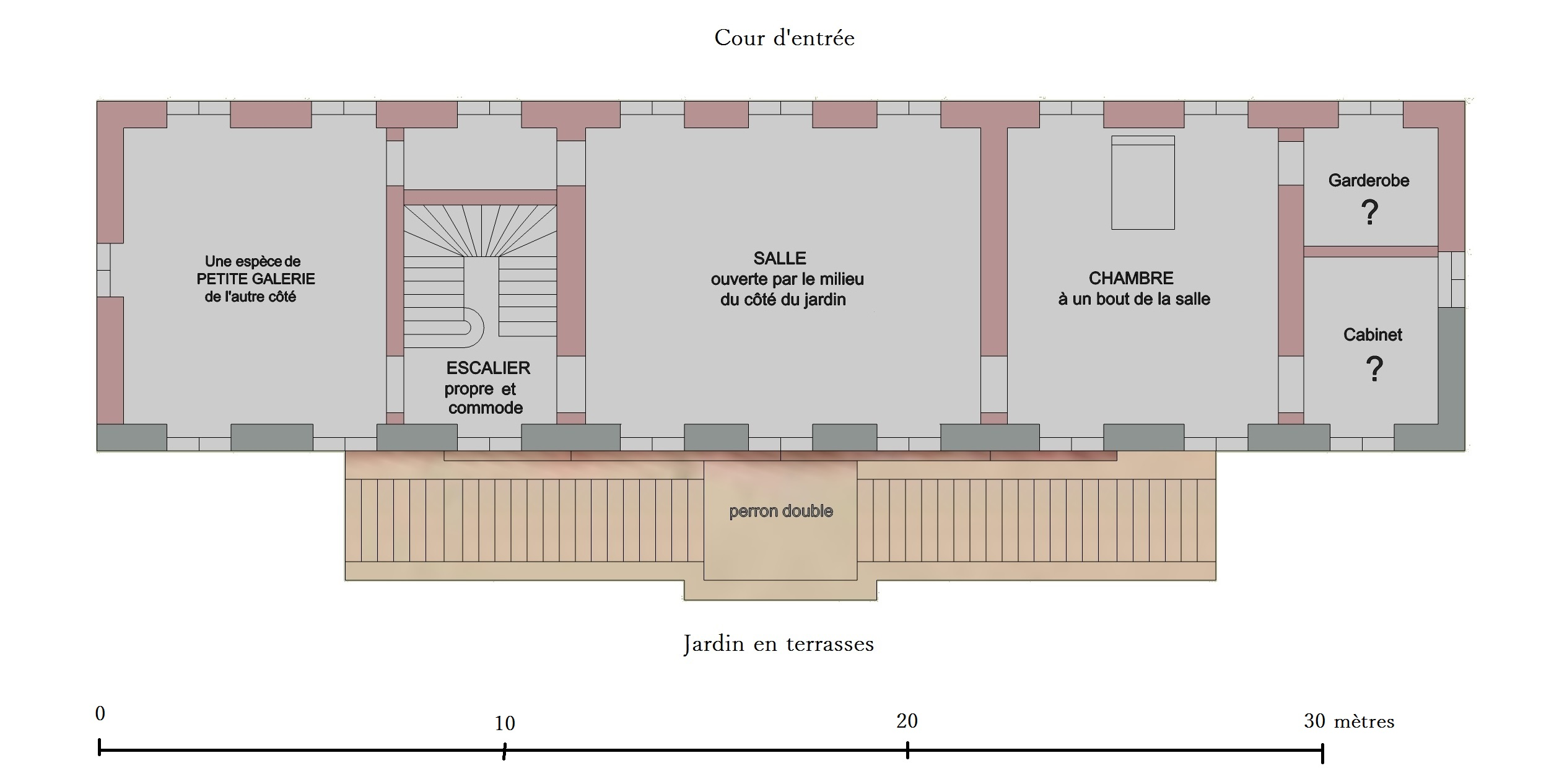
Proposition de restitution du plan du rez-de-chaussée de l'hôtel du Plessis-Bellière à Charenton, vers 1660. D'après la description de Mlle de Scudéry dans Clélie.

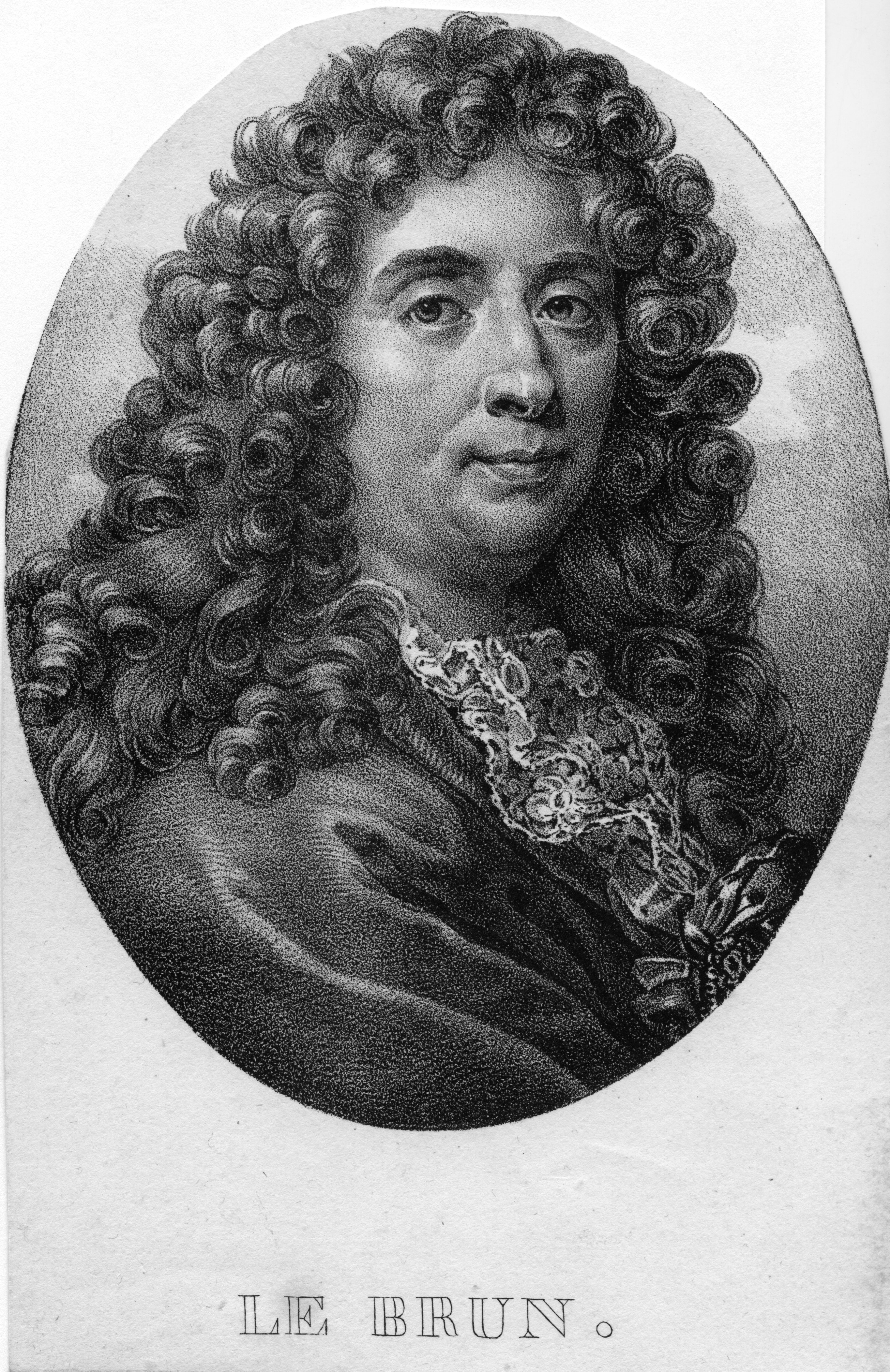
Portrait gravé de Charles Le Brun, XIXe siècle

Mlle de Scudéry décrit également l'intérieur de l'hôtel dans Clélie (Tome X), mais en l'absence de plans précis, la distribution intérieure est difficile à définir. Ce qui peut être désormais établi est le fait qu'en rentrant depuis la cour de l'hôtel, on se trouvait dans une grande salle, qui occupait le centre du bâtiment. D'un côté se trouvait une chambre avec cabinet et garderobe, et de l'autre côté de la salle centrale, une espèce de galerie et aussi de ce côté probablement l'escalier d'accès à l'étage.
C'est à l'étage que l'appartement de la marquise du Plessis-Bellière prenait place, ainsi que son célèbre oratoire, peint par Charles le Brun et François Bellin, peintre de paysages. La vue étant alors encore plus belle, l'appartement de la marquise se composait d'une "grande chambre bleue et argent", d'une "petite chambre gris, isabelle, blanc", d'un "petit cabinet doré", et de l'autre côté, en revenant vers la chambre bleue, le fameux oratoire disparu, de plan carré.
Vers 1657 et 1658, la marquise fait peindre sa maison de Charenton par Charles Le Brun, qui travaille en même temps aux décors du château de Vaux-le-Vicomte. Le cabinet de la marquise renfermait un tableau de Charles Le Brun Le Christ au jardin des oliviers ou dit La Prière au jardin. L'oratoire de l'hôtel du Plessis-Bellière de Charenton est entièrement décoré par Charles Le Brun, dont les sujets traités sur les parois remplissent trois zones horizontales. La partie supérieure comprend un Christ à genoux dans le désert, St Joseph en méditation, Sainte Anne en prières, le repentir de Saint Pierre, Sainte Marie-Madeleine dans le désert. Dans la zone intermédiaire, l'artiste achève de peindre Saint-Paul, Saint Antoine, Saint Jérôme, Sainte Marie l'Égyptienne. Le rôle de la marquise paraît décisif dans l'ascension de Charles Le Brun auprès de Nicolas Fouquet.
En 1670, au moment du fameux projet de mariage entre Lauzun et la Grande Mademoiselle, Créquy, gendre de la marquise du Plessis-Bellière, avait été des premiers à féliciter Lauzun et lui avait même offert, pour le jour de la cérémonie, la maison de sa femme Catherine à Charenton, l'hôtel du Plessis-Bellière, qui avait été acceptée. A moins qu'il ne s'agisse plutôt d'une confusion avec un hôtel particulier du duc de Créquy, grand frère du maréchal de Créquy ? Ce serait plus logique car la maison de Charenton n'avait pas la majesté pour reçevoir une telle cérémonie ?